# Wilhelm Mensinga
Wilhelm Peter Johannes Mensinga (* 14. Mai 1836 in Sijbekarspel, Holland; † 10. Mai 1910 in Flensburg) war ein deutscher Arzt und weltweiter Wegbereiter der Geburtenkontrolle. Nach ihm ist das Mensinga-Diaphragma benannt. Anfangs publizierte er unter dem Pseudonym C. Hasse.

## Herkunft und Ausbildung
Wilhelm Petrus Johannes Mensinga wurde in der Provinz Nord-Holland als ältestes von neun Kindern des Remonstranten-Pastors Johannes Mensinga (1809–1898) geboren, des Erbauers der Remonstranten-Kirche von Friedrichstadt.
Die Familie Mensinga ist ein altes, angesehenes holländisches Geschlecht, dessen Ursprungsort Mensingaweer bei Groningen liegt. Das Familien-Wappen zeigt einen schwarzen Hahn in einem silbernen Feld auf grünem Hügel mit drei schwarzen Sternen und hängt in der Remonstrantenkirche von Groningen.
1850 kam er nach Friedrichstadt, da sein Vater einem Ruf als Remonstranten-Pastor auf die dortige Stelle gefolgt war, mitten in die Wirren des Schleswig-Holsteinischen Krieges. Wenige Monate nach dem Eintreffen der Familie wurde die Stadt von schleswig-holsteinischen Truppen belagert und unter anderem die historische Remonstrantenkirche von 1625 zerstört. Auch die Schule war zerstört, sodass Mensinga bei seinem Vater Privatunterricht bekam. Im Herbst 1852 wurde er an der Domschule Schleswig aufgenommen und machte dort 1856 Abitur.
Eigentlich hatte Mensinga Architekt werden wollen, sich dann aber in Friedrichstadt in die 15-jährige Elisabeth Denker verliebt, deren nahe weibliche Familienangehörige an Tuberkulose gestorben waren. Um das Mädchen vor dem Schicksal zu bewahren, schrieb er sich 1853 an der Christian-Albrechts-Universität zu Kiel für das Fach Medizin ein und gehörte dort zwei Jahre später zu den Gründern der Burschenschaft Teutonia zu Kiel, deren Ehrenmitglied er 1860 wurde. Schnell arbeitete er sich in das Fach der Frauenheilkunde ein und sammelte in den Folgejahren in den geburtshilflichen Polikliniken in Jena und Leipzig als klinischer Praktikant seine ersten Erfahrungen. Im Frühjahr 1861 legte er in Kiel sein Examen ab, promovierte im gleichen Jahr und ließ sich danach als praktischer Arzt in Trittau nieder.
1863 heiratete er seine Jugendliebe Elisabeth Denker und siedelte zwei Jahre später nach Flensburg über, wo er bis zu seinem Tode in der Norderstraße 15/17 praktizierte. Seine ersten Einnahmen erzielte er als Werks- und Betriebsarzt, dann mehr und mehr auch als Hausarzt. Um Bedürftigen helfen zu können, setzte er zweimal in der Woche Sprechstunden für eine kostenlose Behandlung an. Aufgrund der vielen weiblichen Patienten aus ärmlichen Verhältnissen führte Mensinga als erster Arzt einen Gesundheitspass für jede Behandelte ein. In diesem wurden vermerkt: Geburtsdatum, Gestalt, Aussehen und Ernährungsverhältnisse, Gesundheit im Säuglings- und Kindesalter, Eintritt der Mensis, Konstitution vor und nach der Verheiratung, Schwangerschaften, Entbindungen und deren Verlauf, Kindbett, Stillvermögen, Gesundheitszustand der Neugeborenen, eventuelle Fehlgeburten oder Tod eines Kindes. Hinzu kamen Daten des Ehemannes wie Alter, Gesundheitszustand, soziale Verhältnisse und Beruf und, soweit zu ermitteln, die medizinische Vorgeschichte der Geschwister, Eltern und Großeltern.
Anhand der Daten erforschte er die Tuberkulose, konnte aber nicht verhindern, dass 1870 auch seine Frau Elisabeth an eben jener Krankheit starb. Ihr Tod führte ihn in eine tiefe Lebenskrise und er überlegte, wie sein Vater Pastor zu werden. Ablenkung fand er in der Gründung Aktiengesellschaft „Ostseebad Glücksburg“, der schon nach kurzer Zeit 80 Aktionäre angehörten, die sich den touristischen Ausbau des Ortes zum Ziel gesetzt hatten. Dem letzten Wunsch seiner Frau folgend heiratete er 1871 Christine Denker, eine Halbschwester der Verstorbenen, die ihn ermunterte, Arzt zu bleiben und ihn zeitlebens dabei unterstützte.

## Wegbereiter der Geburtenkontrolle

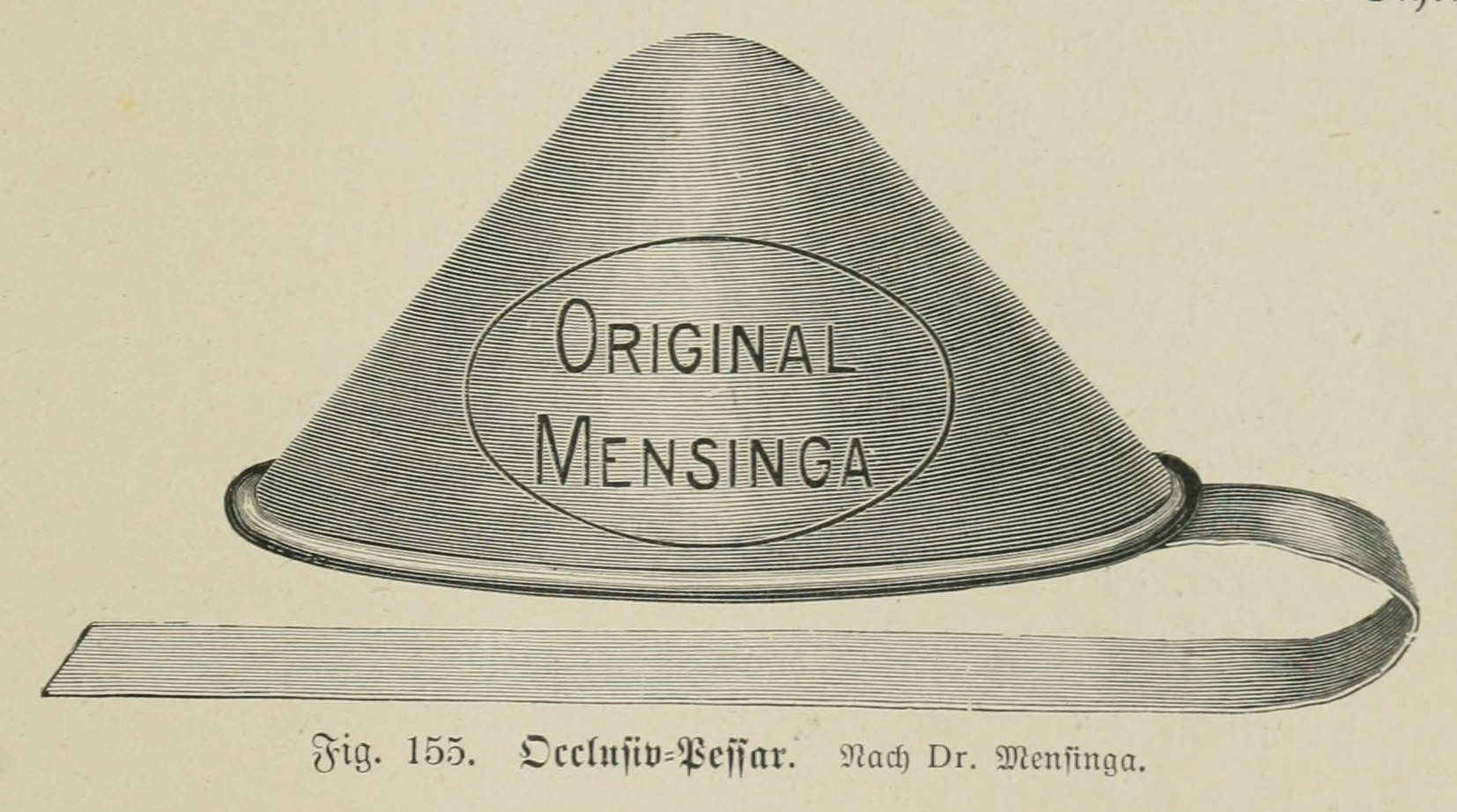
Occlusiv-Pessar nach Dr. Mensinga

Mensinga widmete sich medizinisch nun einer anderen Beobachtung aus seinen Gesundheitspass-Daten: Er hatte festhalten können, wie Frauen insbesondere aus ärmeren Verhältnissen an großem Kindersegen gesundheitlich zugrunde gingen, weil weder ihr Körper die notwendige Konstitution aufbrachte, noch die finanziellen Verhältnisse ausreichten, die hohe Zahl an Kindern zu verkraften.
In Zusammenarbeit mit dem Flensburger Instrumentenmacher Friedrichsen entwickelte er das „Okklusiv-Pessar“, eine Gummikappe mit federndem Rand, die den Gebärmutterhals verschließt und vor Schwangerschaften schützt (Diaphragma). Er ließ verschiedene Größen anfertigen, nahm die erste Anpassung stets persönlich vor und händigte jeder Patientin eine exakte schriftliche Anwendungsvorschrift aus. Er entwickelte zudem ein Hilfsgerät („Inductor“), um das Einlegen des Pessars zu vereinfachen. Bei zwölf Frauen untersuchte er über mehrere Jahre die Wirkung, bevor er schließlich 1882 mit seiner Schrift Über die facultative Sterilität vom prophylaktischen und hygienischen Standpunkt an die Öffentlichkeit trat. Auf dringenden Rat und Wunsch des Berliner Verlegers Louis Heuser veröffentlichte Mensinga diese erste, der Allgemeinheit zugängliche Veröffentlichung über Geburtenkontrolle, unter dem Pseudonym „C. Hasse“.
In der medizinischen Fachwelt stieß die Schrift auf scharfen Widerstand. Ebenfalls 1882 veröffentlichte der leitende Arzt des Klosterkrankenhauses Mariaberg bei Aachen, Carl Capellmann, seine Gegenrede unter dem Titel Über die facultative Sterilität ohne Verletzung der Sittengesetze. Mensingas Pessar wurde als „gegen die Natur, naturwidrig und deshalb unmoralisch“ verworfen.
Über seinen Verleger bezog Mensinga jedoch eine große Zahl von Anerkennungs- und Dankesschreiben von Kollegen aus ganz Europa und vielen Frauen, sodass er unter die 1883 erscheinende dritte Auflage seiner Schrift schließlich seinen vollen Namen setzte.
Die persönlichen Anfeindungen steigerten sich in der Folgezeit. Auf einer Veranstaltung des ärztlichen Vereins in Flensburg drohte ihm der Kreisarzt mit dem Rauswurf und im Wintersemester 1895/96 verließ er – nach wiederholten Vorwürfen aus den Reihen der Bundesbrüder – seine Burschenschaft Teutonia. Seinem Verleger Heuser wurde von öffentlicher Stelle die Einstellung der Schulbuchaufträge angedroht, falls er weiter Mensinga-Schriften veröffentlichte.
Beide ließen sich jedoch nicht einschüchtern und veröffentlichten zwischen 1885 und 1909 zwölf weitere Schriften zum Thema der Geburtenkontrolle. Seit 1886 gab Mensinga zusammen mit seinem Studienfreund Eichholz, der Arzt in Jena war, die Monatshefte der Gynäkologie und Geburtshilfe heraus. Mit Beginn des 20. Jahrhunderts ließen die Angriffe nach und es mehrten sich die zustimmenden Meinungen aus der ärztlichen Fachwelt, sodass ab 1891 Mensinga in den Sommermonaten einen Ruf als Badearzt nach Bad Reichenhall erhielt und folgte.
Im Jahr 1909 schließlich war der Inhalt seiner Fakultativen Sterilität an gynäkologischen Lehrstühlen derart anerkannt, dass im Nachwort seiner Schrift Hundert Frauenleben drei führende Frauenärzte Stellung nahmen und den wissenschaftlichen, sozialen und ethischen Wert Mensingas Forschungen hervorhoben. Der „Occlusiv-Pessar“ hatte inzwischen internationale Verbreitung gefunden, insbesondere in den skandinavischen Ländern, den Niederlanden und in den USA, wo er noch bis in die 1950er Jahre gebräuchlich gewesen ist.
Im Frühjahr 1910 erkrankte Mensinga an einer Lungenentzündung, starb wenige Tage vor Vollendung des 74. Lebensjahres und fand seine Ruhe auf dem Erbbegräbnis der Familie auf dem Remonstrantenfriedhof in Friedrichstadt. Er hinterließ seinen Sohn Jan (1866–1943), der mit seiner Frau Frieda Qualen (1878–1957), Tante des späteren schleswig-holsteinischen Finanzministers Hans-Hellmuth Qualen (1907–1993), als Frauenarzt seine Praxis übernahm, sowie seine Enkel Hans (1900–1987) und Inge (1907–1999), Großmutter des Politikers Christian von Boetticher.

## Ehrungen
- An seiner Wirkungsstätte in der Norderstraße 15/17 in Flensburg wurde 1975 (zum 65. Todestag) in Anwesenheit der beiden Enkelkinder eine Gedenktafel aufgehängt: „Hier wirkte Dr. med. Wilhelm Mensinga (geb. 1836, gest. 1910), Wegbereiter der Geburtenkontrolle und Gesundheitsvorsorge“.
- 1984 wurde eine kleine Straße am Museumsberg Flensburg unterhalb des Christiansenparks nach ihm benannt.[1]

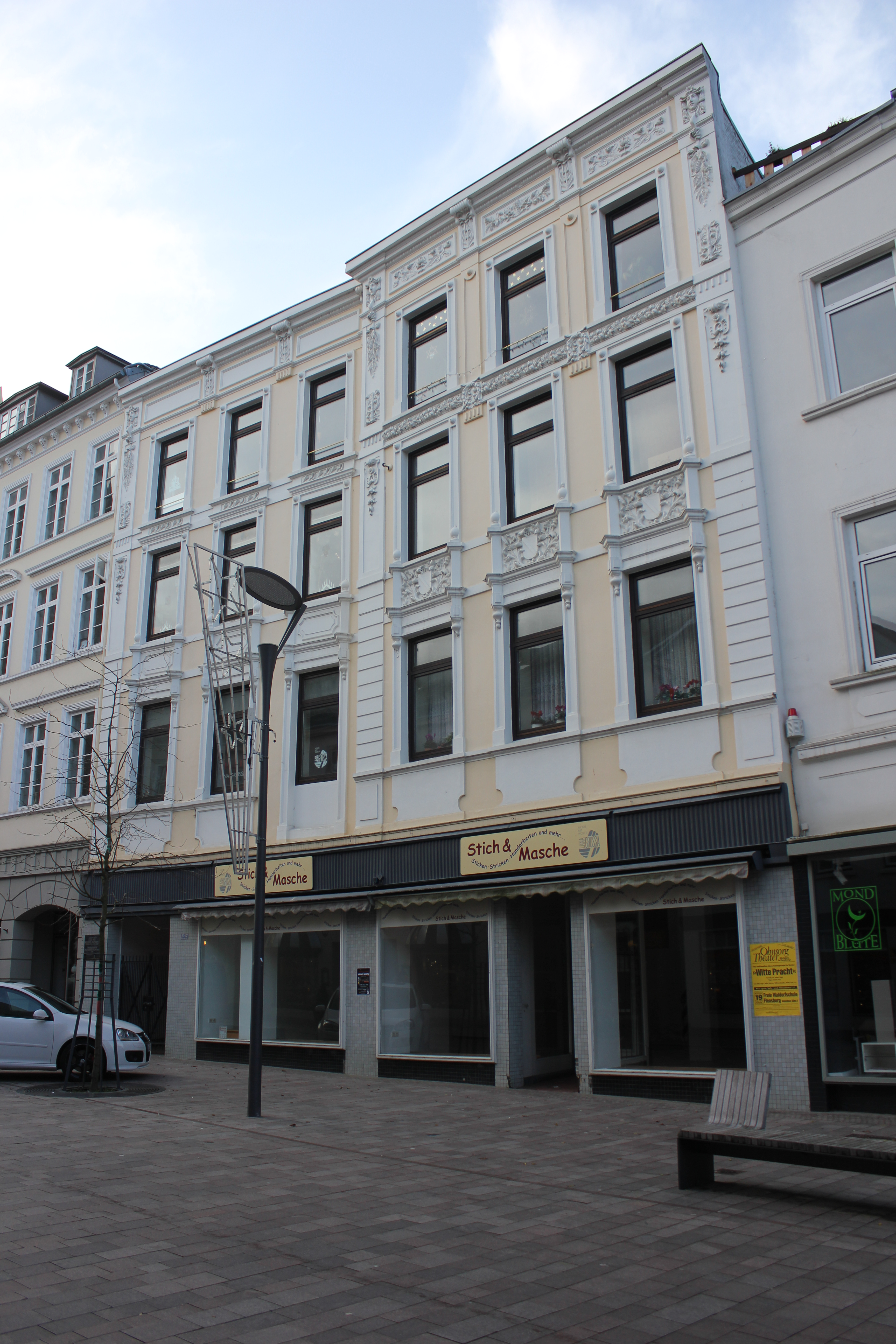
Norderstraße 15 und 17, Flensburg, Gebäude mit Gedenkschild
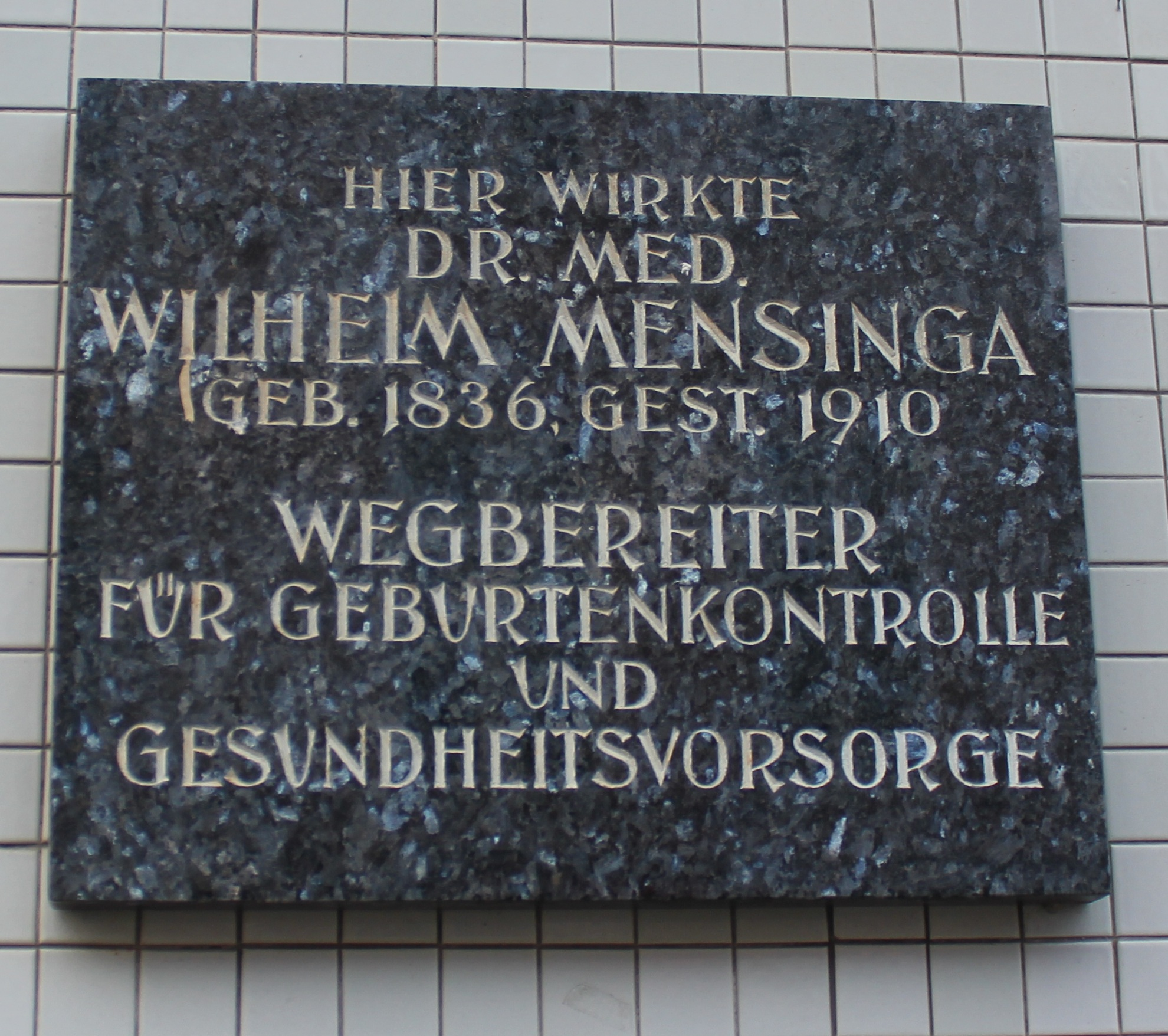
Das Gedenkschild mit Wortlaut „Hier wirkte Dr. Med. Wilhelm Mensinga (Geb. 1836, Gest. 1910) Wegbereiter für Geburtenkontrolle und Gesundheitsvorsorge“

## Schriften
- Über die facultative Sterilität vom prophylaktischen und hygienischen Standpunkt (Pseudonym C. Hasse), Verlag Louis Heuser, Neuwied/Berlin 1882
- Zur Hygiäne in der Frauenkleidung, Verlag Louis Heuser, Neuwied/Berlin 1885
- Aus dem ärztlichen Leben. Ratgeber für angehende und junge Ärzte (Pseudonym C.Hasse), Verlag Otto Borghold, 1886
- Wie sichert man am besten das Leben der Frauen/Ehefrauen, Verlag Otto Borghold, 1888
- Ein Beitrag zum Mechanismus der Konzeption, Verlag Otto Borghold, 1888
- Zur Verschönerung und zum Schutze des weiblichen Körpers. Hygienische Winke, Verlag Louis Heuser, Neuwied/Berlin 1887
- Die heutigen Modeblätter und die heutige Mode, Verlag Louis Heuser Neuwied/Berlin 1887
- Zur Prognose des eheweiblichen Lebens, Verlag Louis Heuser Neuwied/Berlin 1892
- Neue Studie über Tuberkulose, Verlag Louis Heuser, Neuwied/Berlin, 1892
- Das Frauenleben – von der Wiege bis zur Bahre, Verlag Louis Heuser, Neuwied/Berlin, 1892
- Katechismus des Ehestandes für jüngere und ältere Menschen, Verlag Louis Heuser, Neuwied/Berlin, 1894
- Wider die Verunstaltung und Schädigung des weiblichen Körpers. Hygienische Winke für praktische Ärzte und Laien, Verlag Louis Heuser, Neuwied/Berlin, 1896
- Vom Sichinachtnehmen/ congressus interruptus. Zwangsverkehrsstudien aus 45-jähriger Praxis, Verlag Louis Heuser, Neuwied/Berlin, 1905
- Meine Lebensaufgabe, Verlag Louis Heuser, Neuwied/Berlin, 1907
- 100 Frauenleben in der Beleuchtung des § 1354b, Verlag Louis Heuser Ww.-Co, Neuwied/Berlin, 1909
- Sterilisation durch Hysterokleisis, Verlag Louis Heuser Ww.-Co, Neuwied/Berlin, 1909